# Andi Gutmans
Andi Gutmans (Andrej Gutmans, hebrejsky אנדי גוטמנס‎, * 1972?) je izraelský programátor se švýcarskými kořeny, PHP vývojář a spoluzakladatel Zend Technologies. Absolvent Technionu v Haifě, Izrael. Spolu se Zeevem Suraskim v roce 1997 vytvořili PHP 3. Roku 1999 pak napsali Zend Engine, jádro PHP 4 a založili Zend Technologies, která od té doby spravuje PHP. Jméno Zend je kontaminace jejich křestních jmen, Zeev a Andi.
Gutmans je též členem Apache Software Foundation a v roce 1999 byl nominován na cenu FSF Award for the Advancement of Free Software.
V roce 2004 napsal spolu se Stigem Bakkenem a Derickem Rethansem knihu PHP 5 Power Programming.